# 江承宗
江承宗（1935年2月22日—），江苏常州湖塘镇人，中华人民共和国政治人物、外交官。

## 生平
1953年9月，参加中国人民志愿军赴朝鲜。1955年8月参加中立国监察小组监察，随第一批志愿军回国后进入外交部，曾参与朝鲜战争结束后的交换战俘和遗骸工作。先后在翻译室、新闻司工作。1971年4月9日，他陪同美国乒乓球代表团经香港抵达北京，开始了中美历史上的乒乓外交。1972年2月，美国总统尼克松访华，时任新闻司记者工作处副处长的江承宗参与接待随团采访的500名美国记者的工作。之后他被派往中国驻印度、尼泊尔、斐济、美国等大使馆工作，担任秘书和参赞。1992年，接替周文重，担任中华人民共和国驻巴巴多斯大使。1996年12月18日，国家主席江泽民颁布任免令，免去其大使职位，任命詹道德继任。他回国后，改任中国人民外交学会理事，2000年9月起担任中国太平洋经济合作全国委员会秘书长，兼任外交学会理事和中国联合国协会理事。